# Ethapur
Ethapur es una ciudad y nagar Panchayat situada en el distrito de Salem en el estado de Tamil Nadu (India). Su población es de 10968 habitantes (2011).

## Demografía
Según el censo de 2011 la población de Ethapur era de 10968 habitantes, de los cuales 5535 eran hombres y 5433  eran mujeres. Ethapur tiene una tasa media de alfabetización del 84,21%, inferior a la media estatal del 80,09%: la alfabetización masculina es del 91,34%, y la alfabetización femenina del 76,98%.